# 2010年核安全峰会

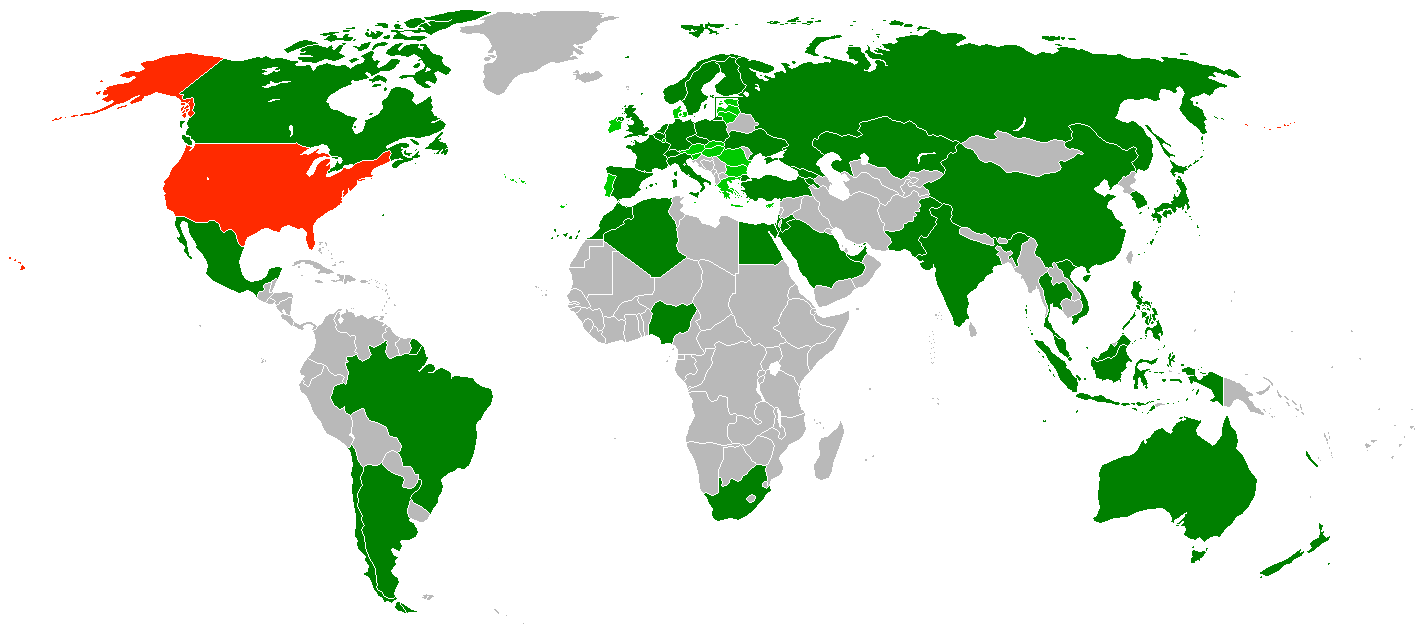
Participating nations at the 2010 Nuclear Security Summit (European Union members represented by the President of the European Council only are more lightly shaded).

2010年核安全峰会（英語：2010 Nuclear Security Summit）于2010年4月12日至13日在美国华盛顿举行，是首届核安全峰会。本届峰会共有美国、中国、俄罗斯、英国、法国等47个国家的领导人或代表，以及联合国、国际原子能机构和欧盟等国际组织的负责人参加。其中4月13日举行核安全峰会的全体会议，与会各方就加强核安全和减少核恐怖主义的威胁等议题进行广泛讨论。会议13日发表了公报，呼吁与会各国及国际组织加强合作，争取在4年内确保所有易流失核材料的安全。会议决定，将于2012年在韩国举行下一届核安全峰会。